# Spathiphyllum quindiuense
Spathiphyllum quindiuense Engl. – gatunek wieloletnich, wiecznie zielonych roślin zielnych z rodzaju skrzydłokwiat, z rodziny obrazkowatych, występujący w Panamie, Kolumbii i Peru, zasiedlający równikowe lasy deszczowe.